# Phyllonorycter alluaudiella
Phyllonorycter alluaudiella là một loài bướm đêm thuộc họ Gracillariidae. Nó được tìm thấy ở Maroc.